# Favoritismo intragrupal
O favoritismo intragrupal (em inglês:  ingroup), às vezes conhecido como favoritismo intragrupo ou endogrupal, viés dentro do grupo-fora do grupo, viés de grupo ou viés intergrupal é um padrão de favorecer os membros dentro de um próprio grupo em detrimento dos demais fora do grupo. Isso pode ser expresso na avaliação de outras pessoas, na alocação de recursos e de muitas outras maneiras.
Esse efeito foi pesquisado por muitos psicólogos e vinculado a muitas teorias relacionadas a conflitos de grupo e preconceito. O fenômeno é visto principalmente do ponto de vista da psicologia social. Estudos têm mostrado que o favoritismo em grupo surge como resultado da formação de grupos culturais. Esses grupos culturais podem ser divididos com base em características observáveis aparentemente triviais, mas com o tempo, as populações crescem para associar certas características a determinado comportamento, aumentando a covariação. Isso incentiva o viés dentro do grupo.
Duas abordagens teóricas proeminentes do fenômeno do favoritismo em grupo são a teoria do conflito realístico e a  teoria da identidade social. A teoria do conflito realístico  propõe que a competição intergrupal e, às vezes, o conflito entre grupos, surge quando dois grupos têm reivindicações opostas de recursos escassos. Em contraste, a teoria da identidade social postula um impulso psicológico para identidades sociais positivamente distintas como a causa raiz geral do comportamento de favorecer dentro do grupo.

## Origens da tradição de pesquisa
Em 1906, o sociólogo William Sumner postulou que os seres humanos são uma espécie que se junta em grupos por sua própria natureza (gregária). No entanto, ele também sustentou que os seres humanos tinham uma tendência inata de favorecer seu próprio grupo em detrimento de outros, proclamando como "cada grupo nutre seu próprio orgulho e vaidade, vangloria-se de superioridade, existe em suas próprias divindades e olha com desprezo para os estrangeiros" (p. 13). Isso é visto no nível do grupo com o viés dentro do grupo–fora do grupo. Quando experimentado em grupos maiores, como tribos, grupos étnicos ou nações, é chamado de etnocentrismo.

## Explicações

### Concorrência
A teoria do conflito realístico (ou conflito grupal realista) postula que a competição entre os grupos por recursos é a causa do viés dentro do grupo e o correspondente tratamento negativo dos membros do grupo externo. A experiência da caverna dos ladrões de Muzafer Sherif é a demonstração mais conhecida da teoria realista dos conflitos. No experimento, 22 meninos de onze anos de idade, com antecedentes semelhantes, foram estudados em uma situação simulada de acampamento de verão, com pesquisadores se passando por pessoal do acampamento.
Os meninos foram divididos em dois grupos iguais e incentivados a se relacionar, com o objetivo de promover uma mentalidade em grupo. Os pesquisadores então introduziram uma série de atividades competitivas que colocavam grupos uns contra os outros por um prêmio valioso. Hostilidade e negatividade ao fora do grupo  sucederam-se. Por fim, os pesquisadores tentaram reverter a hostilidade, envolvendo os meninos em situações de interdependência mútua, um esforço que acabou resultando em relativa harmonia entre os dois grupos.
Sherif concluiu a partir desse experimento que atitudes negativas em relação aos externos ao grupo surgem quando os grupos competem por recursos limitados. No entanto, ele também teorizou que os atritos entre grupos poderiam ser reduzidos e relações positivas criadas, mas apenas na presença de uma meta abrangente, que só poderia ser alcançada com a cooperação dos dois grupos.

### Autoestima
Segundo a teoria da identidade social, um dos principais determinantes dos vieses de grupo é a necessidade de melhorar a autoestima. O desejo de ver-se positivamente é transferido para o grupo, criando uma tendência de ver o próprio grupo sob uma luz positiva e, em comparação, fora dos grupos sob uma luz negativa. Ou seja, os indivíduos encontrarão uma razão, não importa quão insignificante, para provar a si mesmos por que seu próprio grupo é superior. Esse fenômeno foi pioneiro e estudado mais amplamente por Henri Tajfel, psicólogo social britânico que analisou a raiz psicológica do viés dentro e fora do grupo. Para estudar isso no laboratório, Tajfel e colegas criaram grupos mínimos (veja paradigma do grupo mínimo), que ocorrem quando "estranhos completos formam grupos usando-se os critérios mais triviais que se possa imaginar". Nos estudos de Tajfel, os participantes foram divididos em grupos ao jogar uma moeda, e cada grupo foi instruído a apreciar um certo estilo de pintura com o qual nenhum dos participantes estava familiarizado quando o experimento começou. O que Tajfel e seus colegas descobriram foi que - independentemente dos fatos que a) os participantes não se conheciam, b) seus grupos eram completamente insignificantes e c) nenhum dos participantes tinha qualquer inclinação sobre qual "estilo" eles mais gostam - os participantes quase sempre "gostaram mais dos membros do seu próprio grupo e classificaram os membros do grupo como mais propensos a ter personalidades agradáveis". Ao ter uma impressão mais positiva dos indivíduos no grupo, os indivíduos são capazes de aumentar sua própria autoestima como membros desse grupo.
Robert Cialdini e sua equipe de pesquisa analisaram o número de camisetas da universidade sendo usadas nos campi universitários após uma vitória ou perda no jogo de futebol. Eles descobriram que na segunda-feira após a vitória, havia mais camisetas sendo usadas, em média, do que após uma perda.
Em outro conjunto de estudos, realizado na década de 1980 por Jennifer Crocker e colegas, usando o paradigma mínimo de grupo, indivíduos com alta autoestima que sofriam uma ameaça ao autoconceito exibiam maiores vieses em grupo do que pessoas com baixa autoestima que sofriam uma ameaça ao autoconceito. Embora alguns estudos tenham apoiado essa noção de correlação negativa entre autoestima e viés dentro do grupo, outros pesquisadores descobriram que indivíduos com baixa autoestima mostraram mais viés em relação tanto a membros internos quanto externos ao grupo. Alguns estudos mostraram até que grupos com alta autoestima apresentaram mais preconceitos do que grupos com baixa autoestima. Esta pesquisa pode sugerir que há uma explicação alternativa e um raciocínio adicional quanto à relação entre autoestima e vieses interno/externo ao grupo. Como alternativa, é possível que os pesquisadores tenham usado o tipo errado de medidas de autoestima para testar o vínculo entre autoestima e preconceito em grupo (autoestima pessoal global em vez de autoestima social específica).

### Base biológica como efeito da ocitocina
Em uma metanálise e revisão do efeito da ocitocina no comportamento social feita por Carsten De Dreu, a pesquisa revisada mostra que a ocitocina permite o desenvolvimento de confiança, especificamente para indivíduos com características semelhantes -- categorizados como membros do grupo -- promovendo a cooperação e o favoritismo para com esses indivíduos. Esse viés da boa vontade induzida pela ocitocina em relação àqueles com traços e características consideradas semelhantes pode ter evoluído como uma base biológica para sustentar a cooperação e a proteção em grupo, ajustando-se à percepção darwiniana de que atos de autossacrifício e cooperação contribuem para o funcionamento do grupo e, portanto, melhoram as chances de sobrevivência dos membros desse grupo.
A etnia pode ser usada como um exemplo de tendências dentro e fora do grupo, porque a sociedade geralmente classifica os indivíduos em grupos com base em raça (caucasiano, afro-americano, latino, etc.). Um estudo que examinou raça e empatia descobriu que os participantes que receberam ocitocina administrada por via nasal tiveram reações mais fortes a fotos de membros do grupo fazendo caretas de dor do que a fotos de membros do grupo externo com a mesma expressão. Isso mostra que a ocitocina pode estar implicada em nossa capacidade de simpatizar com indivíduos de diferentes raças, com indivíduos de uma raça potencialmente tendenciosos para ajudar indivíduos da mesma raça que indivíduos de outra raça quando estão sentindo dor.
A ocitocina também foi implicada na mentira quando mentir provaria ser benéfico para outros membros do grupo. Em um estudo em que essa relação foi examinada, verificou-se que, quando os indivíduos eram administrados ocitocina, as taxas de desonestidade nas respostas dos participantes aumentavam para os membros do grupo quando era esperado um resultado benéfico para o grupo. Ambos os exemplos mostram a tendência de agir de maneiras que beneficiem os membros do grupo.

### Autoidentidade e identidade social
Como observado em duas recentes revisões teóricas, a base teórica para a inclusão de autoidentidade nas teorias da ação raciocinada e comportamento planejado tem muitas semelhanças com a teoria da identidade social e sua extensão, a teoria da autocategorização. De acordo com a teoria da identidade social, um componente importante do autoconceito é derivado da participação em grupos e categorias sociais. Quando as pessoas se definem e avaliam a si mesmas em termos de uma categoria social autoinclusiva (por exemplo, sexo, classe, equipe), dois processos entram em cena: (1) categorização, que percebe acentuadamente as diferenças entre o fora e dentro do grupo, e semelhanças entre membros do grupo (incluindo a si próprio) em dimensões estereotipadas; e (2) autoaperfeiçoamento que, devido ao autoconceito ser  definido em termos de associação ao grupo, busca comportamental e perceptivamente favorecer a dentro do grupo em vez de fora. As identidades sociais são representadas cognitivamente como protótipos de grupo que descrevem e prescrevem crenças, atitudes, sentimentos e comportamentos que otimizam o equilíbrio entre a minimização das diferenças intragrupais e a maximização das diferenças intergrupais.
Mais especificamente, de acordo com a teoria da identidade social, há um contínuo entre as mudanças de identidade pessoal e social ao longo desse continuum, que determinam até que ponto as características pessoais ou relacionadas ao grupo influenciam os sentimentos e as ações de uma pessoa. Se uma identidade social específica é uma base importante para o autoconceito, então o eu é assimilado ao protótipo percebido em grupo, que pode ser pensado como um conjunto de normas percebidas em grupo, de forma que autopercepção, crenças, atitudes, sentimentos e comportamentos seriam  definidos em termos do protótipo do grupo. Assim, as identidades sociais devem influenciar o comportamento através do papel mediador das normas do grupo. As pessoas serão mais propensas a se envolver em um comportamento específico se estiver de acordo com as normas de uma associação de grupo relevante em termos comportamentais, principalmente se a identidade for uma base saliente para a autodefinição. Se a participação no grupo não for saliente, o comportamento e os sentimentos das pessoas deverão estar de acordo com suas próprias características pessoais e idiossincráticas, e não com as normas do grupo.
Por outro lado, a teoria da identidade própria afirma que o eu é frequentemente um reflexo das normas e práticas esperadas no papel social de uma pessoa. No centro, está a proposição de que o eu é composto de componentes multifacetados e diferenciados, que existem de maneira organizada, a fim de preencher papéis na sociedade. As pessoas são capazes de criar uma identidade para si mesmas apenas conversando com outras pessoas e, com frequência, quais papéis desempenham diferem de um grupo para outro. Esses diferentes papéis e posições que as pessoas ocupam são resultado de suas interações com os outros e são chamados de identidades de papéis. As identidades de função podem ser autorrealizadas ou podem ser fatos como ser uma mãe, assistente social ou doador de sangue. As identidades de função levam as pessoas a agir de determinadas maneiras devido às expectativas assumidas para os papéis. Como há satisfação em cumprir as expectativas do papel, muitas vezes há uma angústia por trás da incapacidade de parecer congruente com a identidade de alguém, conforme definido pelas normas da sociedade. Existe também uma hierarquia de importância para os papéis que os indivíduos assumem e, de acordo com a posição hierárquica dos papéis, as pessoas se tornam mais representativas dos papéis que são mais altos hierarquicamente, de acordo com eles.
A importância da identidade, a probabilidade de identidades de papéis serem invocadas em diferentes situações, é o resultado de identidades de papéis serem colocadas hierarquicamente em diferentes ordens de pessoa para pessoa. As pessoas que têm os mesmos papéis podem agir de maneira diferente porque alguns papéis são valorizados em detrimento de outros. Por exemplo, uma mãe que trabalha pode ter menos tempo para gastar com seu filho do que uma mãe que não trabalha. Os comportamentos refletem as identidades que são mantidas mais hierarquicamente pelas pessoas; portanto, as pessoas agem com valor próprio e significado próprio de acordo com essas hierarquias. Alguém que considera a identidade de ser um psicólogo superior à identidade de ser um linguista descobrirá que, embora ele/ela possa se tornar competitivo ao conhecer outra pessoa que é melhor em psicologia do que ele/ela, ele/ela não se importará ao entrar em contato com alguém que é muito melhor em ser linguista do que ele/ela. De maneira semelhante, as relações sociais são influenciadas por essa saliência. A autoidentidade geralmente coloca os indivíduos em contextos sociais e o compromisso com o papel nesse contexto se torna uma grande parte da perpetração da ideia de si. Também encontra pessoas se relacionando mais com outras que possuem identidades de função semelhantes no topo de suas hierarquias.
Como as pessoas têm autoconceitos derivados de uma função que definem para si próprias no contexto de um grupo, ao permanecerem em suas funções, as semelhanças entre grupos são acentuadas, enquanto as diferenças entre grupos são diminuídas. Na tentativa de se assimilar de acordo com as tendências de um grupo, muitas vezes as pessoas reconfiguram suas representações ou identidades intragrupo. Certos protótipos se formam sobre esses grupos que reafirmam as regras que os membros do grupo são incentivados a seguir. Informações e visões compartilhadas são discutidas com mais frequência do que informações novas e não compartilhadas dentro de um grupo; portanto, é estabelecida uma norma em que as visões majoritárias são perpetuadas e outras silenciadas. Essa norma é fluida e está mudando de acordo com os diferentes contextos, mas aqueles dentro do grupo que desejam acompanhar as opiniões majoritárias em todos os assuntos devem manter um papel ativo na afirmação das visões de dentro do grupo em disputa aos fora do grupo.